# Мочилы (Московская область)
Мочилы — село в городском округе Серебряные Пруды Московской области России.

## География
Расположено на крайнем юге Московской области, на юге Городского округа Серебряные Пруды, в 18 км от окружного центра.

## Известные уроженцы
Митрополит Агафангел — Митрополит Ярославский, исповедник.

## История
Село известно по писцовым книгам с XVI—XVII века.

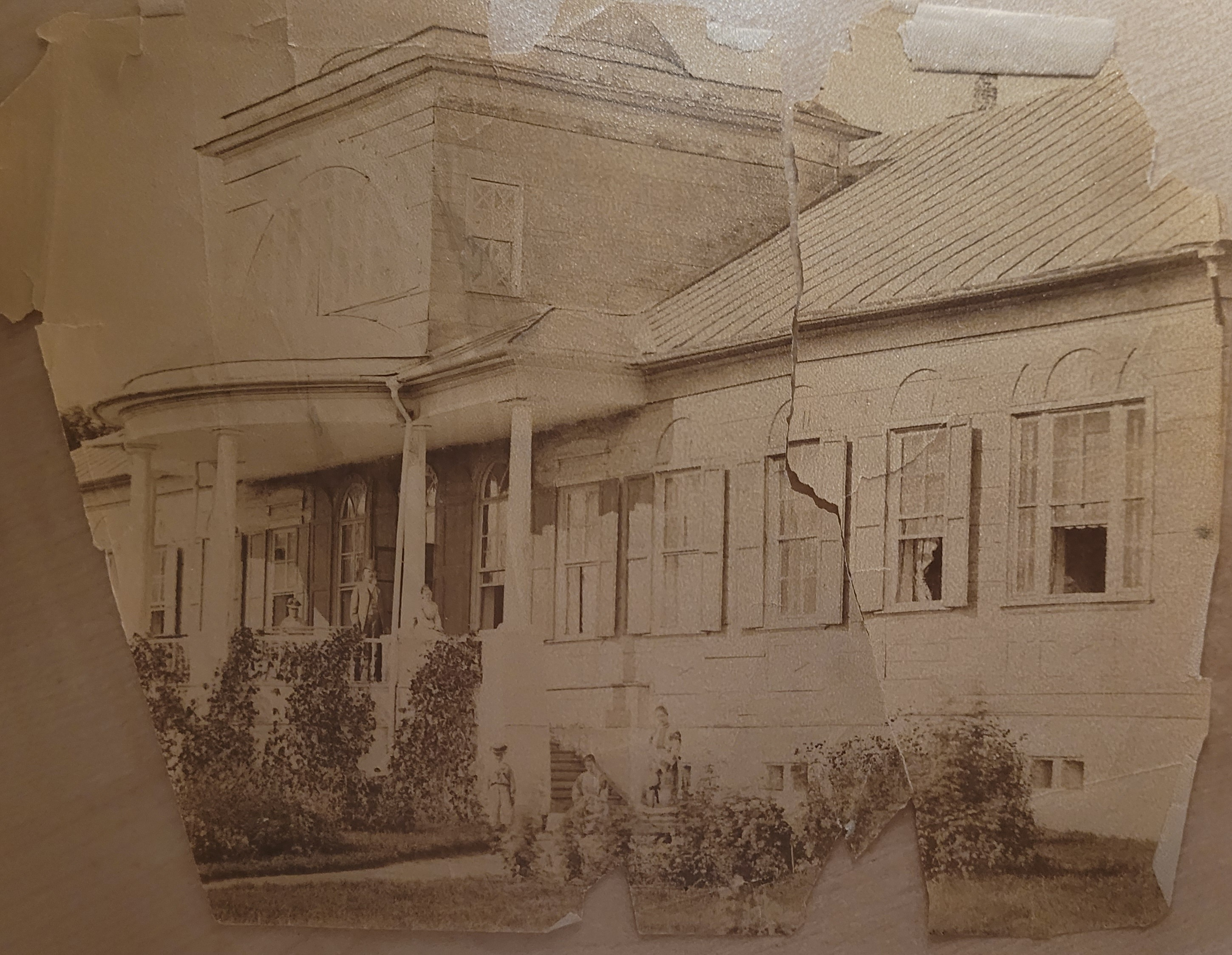
Имение Мочилы. На крыльце стоит О.Н. Волков, владелец имения, с женой М.М. Волковой

Усадьба основана в первой четверти XVIII века помещиком С. М. Масловым, во второй половине столетия принадлежала премьер-майору Я. М. Маслову, далее — его внучке полковнице Е. А. Волковой (урожденной княжне Оболенской) и до начала XX века её наследникам. Затем переходит генеральше М. Н. Соболевой. Сохранилась церковь Рождества Богородицы (Введенская) 1793 г. в стиле классицизм с элементами барокко, построенная вместо прежней деревянной, заброшенный пейзажный парк из смешанных пород деревьев с прудами. Деревянный главный дом и другие усадебные здания утрачены, стоявшая отдельно от церкви колокольня снесена в 1930-х гг.
В 1937 г., после образования Тульской области, оно вошло в Мочильский сельский округ Серебряно-Прудского района Московской области. До 2015 года село входило в сельское поселение Мочильское.

## Население
| 2002 | 2006 | 2010 |
| ---- | ---- | ---- |
| 889  | ↘849 | ↗889 |

## Инфраструктура
Имеются общеобразовательная школа и сельский дом культуры.